# 奧修
旃德拉·牟罕·翟讷（1931年12月11日—1990年1月19日），1960年代前又稱拉者尼舍阿闍黎（Ācārya Rajanīsha），1970年代到1980年代自稱薄伽梵·师利·拉者尼舍（Bhagavan Shrī Rajanīsha，這三個字在印地語中分別是「尊者」、「吉祥」、「夜之主」的意思），1989年改名奧修（Osho），來自日文的oshō（和尚）。奧修曾經旅居美國，啟蒙奧修運動，該運動著重在靈性與哲學層面，頗受爭議。
奧修曾是哲學教授，他在20世紀60年代走遍了印度作公共演講。他直言不諱的批評社會主義、聖雄甘地和制度化的宗教使他備受爭議。他還主張以更開放的態度對待性行為，這個立場為他在印度和國際新聞界贏得了綽號「性大師」。1970年，他定居於孟買。他成為靈性教師並開始收門徒。在他的教學中，他重新詮釋傳統宗教、修行者和世界各地的哲學家的作品與文字。

## 生平

### 童年和青少年時期：1931至1950年
奧修出生名Candra Mohana Jaina，是一位十一個孩子的布商的長子，生於印度中央邦賴森縣的小村Kuchwada，他外祖父母的家中他父母Babulal和Saraswati Jain，是Taranpanthi耆那教徒，讓他與外祖父母同住，直到他七歲。根據奧修自己的說法，這對他的發展有重大的影響，因為他的祖母給了他最大的自由，不管他，對他沒有施加任何限制或教育。
當他七歲，他的祖父去世了，他於是來到加達爾瓦拉與他的父母共同生活。他祖父的去世還有他15歲時童年女友和表妹Shashi死於傷寒，這些事件深刻地影響他，導致死亡的陰影，籠罩他的大部分童年和青年期。在他的求學年代中，他是一個叛逆而有天賦的學生，獲得了大辯論家的聲譽。
他反對任何形式的信仰或迷信，所以，他既不是無神論者，也不是有神論者。他認為，有神論和無神論都是基於相信，而採用相信的態度只是意味著你不知道，在你不知道的 因此，為了能夠直接而清晰地看見真理，你不應該採取任何先入為主的態度。
他認為，傳統宗教最大的錯誤就在於他們都在人們的頭腦中預先植入各種關於神，魔鬼，天堂，地獄等等概念，而這些概念恰恰阻礙了人們直接看到真理。

### 大學年代與公眾演說家：1951年至1970年
1951年，他十九歲，在 Hitkarini 學院就學。在與一位教員衝突後被學校要求離校，他轉學到D.N.耆那教學院，也在賈巴爾普爾市。在學校知道他上課方面是有破壞性爭議者之後，讓他除了考試，不需要參加上課。他就用空閒時間在當地報紙作了幾個月的編輯助理。1951年，他開始在賈巴爾普爾市舉行的年度各種信仰大會（Sarva Dharma Sammelan）中作公眾發言，活動是由 Taranpanthi 耆那教社區主辦，他在1951至1968年都有參與。他同時拒絕了此時父母給他的結婚壓力。
1955年他在D.N.耆那教學院完成他的學士學位，進入了薩格爾大學，在1957年，他得到了他的哲學碩士。他立刻在賴布爾梵文大學獲得了教職，但副校長很快的要求他轉校，認為他會危及學生的道德、品格和宗教信仰。從1958年，他在賈巴爾普爾大學任講師教哲學，1960年晉升為教授。
與他的大學工作的同時，他以“Ācārya Rajanīsha”（Ācārya  是教師或教授：Rajanīsha 是他童年的綽號）的名字走遍了印度，講學批判社會主義和甘地。
他說，社會主義只會是在社會化貧者，他描述甘地是一個崇拜貧困的受虐狂。印度需要用資本主義、科學、現代技術和節育來擺脫其落後。他批評正統的印度宗教死氣沉沉、充滿空洞的儀式、以恐懼的詛咒和祝福的承諾來壓迫他們的追隨者。
從1962年開始，他帶領3－10天的靜心營，第一個靜心中心（Jivan Jagruti Kendra）在他的教學期開始浮現，當時稱為生命覺醒運動（Jivan Jagruti Andolan）。在1966年的巡迴演講後，他辭去教職。